# 鄂豫皖革命根据地

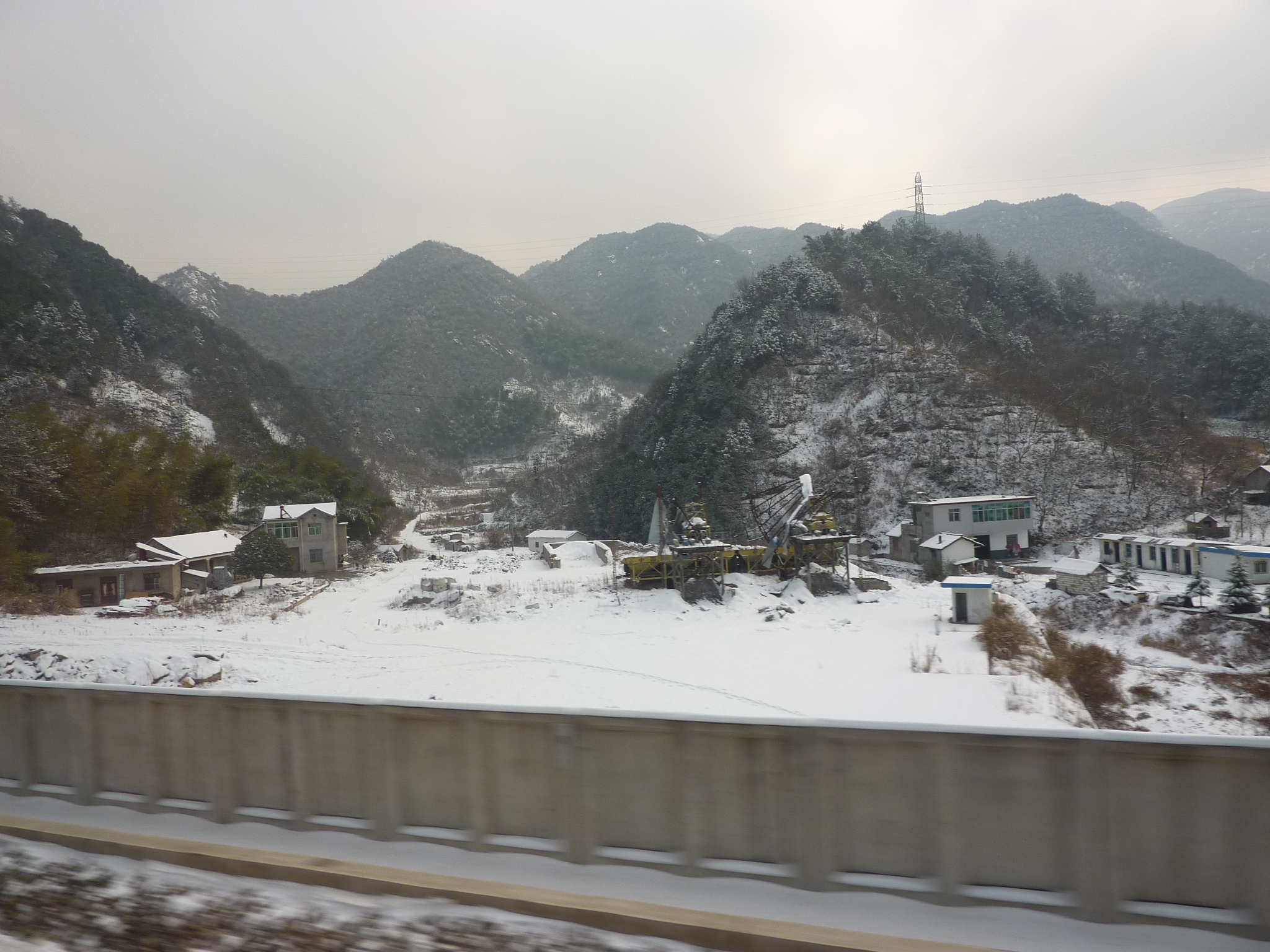
合武铁路沿线大别山一帶

鄂豫皖革命根据地，又称鄂豫皖苏区，是土地革命战争中国共产党所创建中共統治區之一。1930年成型，以大别山为中心，最盛时期包括周围20余县，成为仅次于中央苏区的全国第二大中共根据地，战略地位十分重要。它的前身是鄂东根据地、豫东南根据地和皖西根据地。
1932年11月，红四方面军由于遭到第四次圍剿，戰敗後突圍。留在根据地的红军重建了红25军。1934年11月，红25军长征北上，当地又组建了红28军，在高敬亭等领导下，繼續打游击，直到1937年国共合作抗战的开始。
中國共產黨擁有第一架軍用飛機的時間可以追溯回1930年鄂豫皖苏区自中華民國國軍部隊擄獲之德國制雙翼機，该机后改名列宁号，飞行员龙文光（1899-1933）投诚，成为中共第一名飞行员。1947年，刘伯承和邓小平军队挺进中原，前出大别山地区，重建了鄂豫皖根据地，并使之成为解放区的一部分。

## 前奏
1927年11月，潘忠汝等领导了湖北黄安、麻城地区的农民起义，开辟了鄂东根据地，部队为红三十一师；1929年5月，徐子清等领导了河南商城的农民、士兵起义，开辟了豫南根据地，部队为红三十二师；1929年11月，舒传贤等领导了安徽六安、霍山农民、士兵起义，开辟了皖西根据地，部队为红三十三师。
虽然三个根据地的红军部队均以中国工农红军第十一军番号命名，但因第十一军未设军部，三个师分属三省党组织领导，没有形成统一指挥。

## 成型
1930年时，豫东南根据地和皖西根据地已紧密相连。1930年2、3月间，中共中央陆续发出指示，决定设立鄂豫皖边特别区，以鄂豫皖边特委统一领导当地的革命斗争。3月20日，中共中央巡视员曹大骏在湖北省黄安县箭场河主持召开鄂豫皖边区党代表大会，依照中央指示，宣布成立中共鄂豫皖边特别委员会和常务委员会，郭述申为书记。4月，依中共中央军委指示，第十一军三个师集中改编为红一军。军长许继慎，前敌委员会书记、红一军政治委员曹大骏，政治部主任熊受暄，副军长徐向前。6月20日，在河南省光山县王家湾召开鄂豫皖边区第一次工农兵代表大会，宣布成立鄂豫皖特区苏维埃政府（1932年2月，改称鄂豫皖省苏维埃政府），甘元景为主席。
1931年，红军攻占光山县新集（今新县县城）后，将三个根据地连接成鄂豫皖苏区。1931年11月，成立红四方面军，徐向前任总指挥，陈昌浩任政委，下辖红四军和红二十五军。

## 反围剿作战
1930年12月上旬，蒋介石调集近10万兵力围攻鄂豫皖苏区，是为豫鄂皖邊區第一次圍剿。12月9～12日，国军第44师进占湖北黄安县城和河口镇，此时鄂豫皖红1军主力远在皖西，于是中共鄂豫皖临时委员会组织地方武装2万人，开展游击战。中旬进至湖北黄麻地区的红15军攻入河口镇，歼灭守军一部分；接着将国军2个师阻于黄安七里坪地区；同时红1军主力在皖西作战，一度包围六安，威胁霍山；30日，在东、西香火岭迎战国军第46师，击溃国军6个团。1931年1月3日，红1军西进，在河南商城四顾墩国军第30师一个团。
1931年4月开始豫鄂皖邊區第二次圍剿，国军集中12万兵力进攻苏区，中旬以7个团进占皖西麻埠等地，红4军主力进入皖西。25日，红军一个师在麻埠外围打援，4个团进攻独山，歼灭国军一个团，麻埠等地等地国军退回霍山。同时，留置在鄂豫边的红军和地方武装不断袭扰国军的追剿军。尔后国军将围剿重心东移，准备在鄂豫边建立堵击线；于是红军主力西进，在新集以北浒湾重创国军4个团。5月下旬，在黄安桃花镇地区，歼灭守军一部分；并在十里铺设伏，歼灭援军3个营。
1931年11月，国军15个师准备围剿苏区，是为豫鄂皖邊區第三次圍剿，红四方面军在1931年11月至1932年6月间，分别进行黄安战役、商潢战役、苏家埠战役、潢光战役，歼国军6万人。
1932年，蒋介石调集24个师30万兵力围剿苏区，是为豫鄂皖邊區第四次圍剿。中共鄂豫皖中央分局书记张国焘坚持进攻，令红四方面军出击平汉路，夺麻城，进而威逼武汉。8月上旬，国军进攻苏区腹地，红军撤围麻城，仓促出战；8月11～17日，红军在冯寿二、七里萍地区与国军战斗，歼国军一、二纵队五千人，但自身也伤亡惨重，撤退至檀树岗待机。22日，国军第二纵队绕道黄陂向宣化店集结，准备进攻苏区中心新集（今新县县城），张国焘以为国军撤退，令红军北上迎击国军第一纵队，红军刚到新集以北，国军第二纵队即来，红军于扶山寨至金兰山一线阻击，歼两千人。9月6日，国军从南、北两面夹攻红军侧后，红军遂向皖西转移，于9月底返回黄麻地区。10月上旬，国军对红军形成合围之势，红军主力决定转移至外线，随即红四方面军2万主力越过平汉路，撤离苏区，反围剿失败。